# Appleton Thorn
Appleton Thorn – wieś w Anglii, w hrabstwie ceremonialnym Cheshire, w dystrykcie (unitary authority) Warrington. Leży 30 km na północny wschód od miasta Chester i 263 km na północny zachód od Londynu. W 2001 miejscowość liczyła 10 477 mieszkańców.